# Eoacanthocephala
Eoacanthocephala é uma classe de vermes do filo Acanthocephala. São considerados os mais evoluidos da classe.

## Ordens
- Gyracanthocephala Van Cleve, 1936
- Neoechinorhynchida Ward, 1917